# Anji-Brücke
Die Anji-Brücke (chinesisch 安濟橋 / 安济桥, Pinyin Ānjì Qiáo – „Brücke der sicheren Überquerung“), wegen der örtliche Lage auch als Zhaozhou-Brücke bekannt (chinesisch 趙州橋 / 赵州桥, Pinyin Zhàozhōu Qiáo) oder manchmal schlicht als Dashi-Brücke (chinesisch 大石橋 / 大石桥, Pinyin Dàshí Qiáo – „große Steinbrücke / Brücke der großen Steine“) genannt, ist die älteste Segmentbogenbrücke in China. Sie überspannt den Fluss Xiao (洨河) in der Provinz Hebei, etwa 40 km südöstlich der Provinzhauptstadt Shijiazhuang.

## Baubeschreibung
Die Brücke hat eine Gesamtlänge von 50 m mit einer Bogenweite von 37 m. Sie ist 7,3 m hoch und hat eine Breite von 9 m. Jeder Bogen beschreibt etwas weniger als einen Halbkreis. Das Verhältnis zwischen Spannweite und Scheitelhöhe beträgt etwa 1:5, ist also deutlich kleiner als das Verhältnis bei einer Bogenbrücke aus Halbkreissegmenten. Dadurch sind die Brückenpfeiler verhältnismäßig hohen Kräften ausgesetzt.
Der zentrale Bogen besteht aus 28 dünnen, gewölbten Kalksteinplatten, die mit eisernen Zinken verbunden sind. Dies erlaubt es dem Bogen, Schubkräfte in die Auflager zu übertragen. Auf beiden Seiten hat die Brücke je zwei Seitenbögen. Diese erfüllen zwei wichtige Funktionen: Erstens reduzieren sie das Gesamtgewicht der Brücke beträchtlich um etwa 700 t. Außerdem ermöglichen sie einem eventuellen Hochwasser, durch die Bogenöffnungen abzufließen, ohne dass die Brücke Schaden nimmt.

## Baugeschichte
Die Anji-Brücke wurde in den Jahren 595 bis 605 während der Sui-Dynastie erbaut. Sie wird dem Baumeister Li Chun (李春) zugesprochen. Seit sie erbaut wurde, überstand sie zehn schwere Hochwasser, acht Schlachten und zahlreiche Erdbeben, darunter eins der Stärke 7,2 im Jahre 1966. Die Brücke ist noch in Gebrauch, lediglich die verzierten Geländer wurden mehrfach ersetzt.

## Rezeption
Die für die Bauzeit ungewöhnliche Form der Brücke gab Anlass zur Legendenbildung. Einer Legende zufolge wurde die Brücke von dem berühmten Baumeister der chinesischen Geschichte namens Lu Ban (魯班 / 鲁班) in einer einzigen Nacht erbaut. Eine andere Legende erzählt davon, dass die Brücke als Test von zwei Unsterblichen gleichzeitig überquert wurde und dass Lu Ban ins Wasser stieg und die Brücke durch seine Unterstützung standhielt.
In der Literatur der Ming-Dynastie wurde die Brücke erwähnt, geriet jedoch später in Vergessenheit. Sie wurde erst in den 1950er Jahren durch Professor Liang Sicheng von der Universität von Tsing Hua bei Feldforschungen wiederentdeckt. Er vermaß die Brücke und publizierte einen Aufsatz über sie. Erst in der Folge wurde die Brücke weltberühmt.
Die Brücke steht seit 1961 auf der Liste der Denkmäler der Volksrepublik China. 1989 wurde sie von der American Society of Civil Engineers in die Liste der geschichtlichen Meilensteine der Ingenieurbaukunst aufgenommen.